# Н!ксау
Нк'хау, також Н!ксау (Nǃxau [ᵑǃχau], Нк'хау; нар. 16 грудня 1944, Цумкве, Південно-Західна Африка — пом. 5 липня 2003, Цумкве, Намібія), — намібійський фермер з бушменського племені жуц'оан. Став знаменитим після того, як зіграв бушмена з Калахарі Хіхо у двох комедійних фільмах: «Мабуть, боги з'їхали з глузду» і його продовженні.

## Життєпис
Нк'хау жив на північному заході Намібії, його рідною мовою було жуц'оанське наріччя (Juǀ'hoan) мови південно-східний к'хонг, що відноситься до мов жу північнокойсанської сім'ї.
Він вільно говорив бантуськими мовами гереро і сетсвана, і трохи на африкаанс. Справжнє ім'я актора точно не відомо. У різних джерелах наводяться варіанти:
- Nǃxau[5] — якщо це запис в орфографії 1975 чи 1994 років, то це вимовляється як [ᵑǃχau], а українською записується як Нк'хау[6];
- Gcao Coma[4] — це може бути запис в орфографії 1987 року, вимовляється як [ᶢǀao ǀoma], українською Гц'ао Ц'ома;
- Gǃkau — це може бути запис в орфографії 1994 року, вимовляється як [ᶢǃʢau], українською Гк'ау.

Режисер фільму «Мабуть, боги з'їхали з глузду» Джемі Юйс знайшов його для зйомок саме в цьому племені в Намібії.
Нк'хау не пам'ятав точно скільки йому років і за все життя до початку зйомок бачив лише трьох білих людей, а поселення свого народу вважав найбільшим населеним пунктом на світі. Однак, він вільно розмовляв мовами джуаʼхоан, отджигереро та тсвана, а також деякими мовами африкаанс.
Однак Нк'хау блискуче впорався з покладеним на нього завданням, і фільм став популярним, зібравши значні суми по всьому світі, що було прекрасним результатом для малобюджетного ботсвано-південноафриканського кіно.
Однак сам Нк'хау за фільм отримав гонорар, який приблизно дорівнював 300 доларам США.
Він ще не усвідомив значення грошей, і пізніше газети писали, що він дійсно викинув їх. Втім, за роль у другому фільмі, який вийшов через 9 років, Нк'хау, який вже ознайомився з цивілізованим світом, отримав 600 000 південноафриканських рендів (приблизно 80 000 $).
Після успіху перших двох фільмів Нк'хау знявся ще в трьох неофіційних продовженнях, знятих в Гонконгу: «Crazy Safari», «Crazy Hong Kong» і «The Gods Must Be Funny in China».
Після завершення кінокар'єри Нк'хау повернувся до Намібії, де на зароблені гроші побудував будинок і зайнявся розведенням маїсу і бананів, а також скотарством. Він також купив вживаний автомобіль і згодом найняв шофера, оскільки не мав бажання вчитися водити. Мав трьох дружин. У 2000 році охрестився, ставши адвентистом сьомого дня.
У липні 2003 року він не повернувся додому після того, як вирушив за деревом. Його тіло було знайдено через 4 дні. Смерть настала від природних причин (хоча в ряді джерел згадується, що Нк'хау все життя страждав від туберкульозу).
11 липня 2003 року після традиційної церемонії його тіло було поховано в Цумкве поруч з могилою його другої дружини. В нього лишилося шестеро дітей: четверо доньок і двоє синів.

## Фільмографія
1. Мабуть, боги з'їхали з глузду (The Gods Must Be Crazy) (1980) — Xi
2. Мабуть, боги з'їхали з глузду 2 (The Gods Must Be Crazy II) (1989) — Xixo
3. Річка Сучжоу (Fei zhou he shang) / Мабуть, боги з'їхали з глузду 3 (The Gods Must Be Crazy III) (1991) — N!xau The Bushman
4. Божевільний Гонконг (Heung Gong wun fung kwong) / Мабуть, боги з'їхали з глузду 4 (The Gods Must Be Crazy IV) (1993) — N!xau
5. Мабуть, боги з'їхали з глузду 5 (The Gods Must Be Crazy V) (1994) — N!xau
6. In Darkest Hollywood: Cinema and Apartheid (1993) — камео
7. У полоні пісків (A Far Off Place) (1993)